# Jacqueline Lustig
Jacqueline Lustig (Buenos Aires, 10 aprile 1968) è un'attrice argentina.

## Filmografia

### Cinema
- Soghoth, regia di Diego Curubeto - cortometraggio (1986)
- Alambrado, regia di Marco Bechis (1991)
- La prossima volta il fuoco, regia di Fabio Carpi (1993)
- Barbara, regia di Angelo Orlando (1998)
- Shhh..., regia di Monica Stambrini - cortometraggio (1998)
- La balia, regia di Marco Bellocchio (1999)
- S.O.S., regia di Thomas Robsahm (1999)
- Pugni nell'aria, regia di Roberto De Francesco - cortometraggio (1999)
- Una vita non violenta, regia di David Emmer (1999)
- L'affresco, regia di Marco Bellocchio - cortometraggio (2000)
- L'ora di religione, regia di Marco Bellocchio (2002)
- Il naso storto, regia di Antonio Ciano - cortometraggio (2002)
- Fino a farti male, regia di Alessandro Colizzi (2004)
- Huesos de cristal, regia di Julieta Almada - cortometraggio (2006)
- La Notte Prima, regia di Ricardo Preve - cortometraggio (2007)
- Roulette, regia di Mohammed Soudani (2007)
- Wanted in Rome, regia di Rossella De Venuto - cortometraggio (2008)
- Juan y Eva, regia di Paula de Luque (2011)
- Su realidad, regia di Mariano Galperin (2014)
- Ojalá vivas tiempos interesantes, regia di Santiago Van Dam (2017)

### Televisione
- Mosè (Moses) – miniserie TV, (1995)
- I ragazzi del muretto – serie TV, episodi 3x7 (1996)
- La madre inutile, regia di José María Sánchez – film TV (1998)
- Gioco di specchi, regia di José María Sánchez – film TV (2000)
- Don Matteo – serie TV, episodi 3x4 (2002)
- Vientos de agua – miniserie TV, episodi 1x3 (2006)
- Caccia segreta – miniserie TV (2007)
- Donne assassine – serie TV, episodi 1x2 (2008)
- La Nada Blanca – serie TV, 13 episodi (2012)